# 臺灣鼠耳蝠
臺灣鼠耳蝠，（學名：Myotis taiwanensis ），為鼠耳蝠屬下的一種。過去常被當作郝氏鼠耳蝠的亞種。